# 喻云林
喻云林（1962年12月—），男，汉族，湖南安乡人。中华人民共和国政治人物。1982年7月参加工作，1987年6月加入中国共产党。中南林学院林学系林学专业本科、硕士毕业，林学硕士。现任天津市人大常委会主任、党组书记。

## 簡歷
1978年，在中南林学院林学系林学专业学习。1982年，任广西黄冕林场干部。1985年，在中南林学院林学系林学专业读硕士研究生。1988年，任中国林科院人事处干部。1990年，任人事处（监察处）副处级监察员。
1991年，任中共中央组织部经济科技干部局三处干部。1991年，任三处副处级调研员。1994年，任三处副处长。1998年，任三处正处级调研员、副处长。1999年，任三处处长。2000年，任中共中央组织部机关人事局副局长。2002年，任机关人事局副局长、机关工会主席。2003年，任机关党委副书记、机关纪委书记、机关人事局副局长、机关工会主席。2008年，任机关事务管理局局长。2010年，任中共中央组织部干部三局局长。
2015年4月，任中共广西壮族自治区党委常委、组织部部长。
2018年3月，调任中共天津市委常委、组织部部长。2022年2月，当选为天津市人大常委会副主任。同年6月，不再兼任中共天津市委常委。
2023年1月15日，当选天津市人大常委会主任。